# Grifón leonado de Bretaña

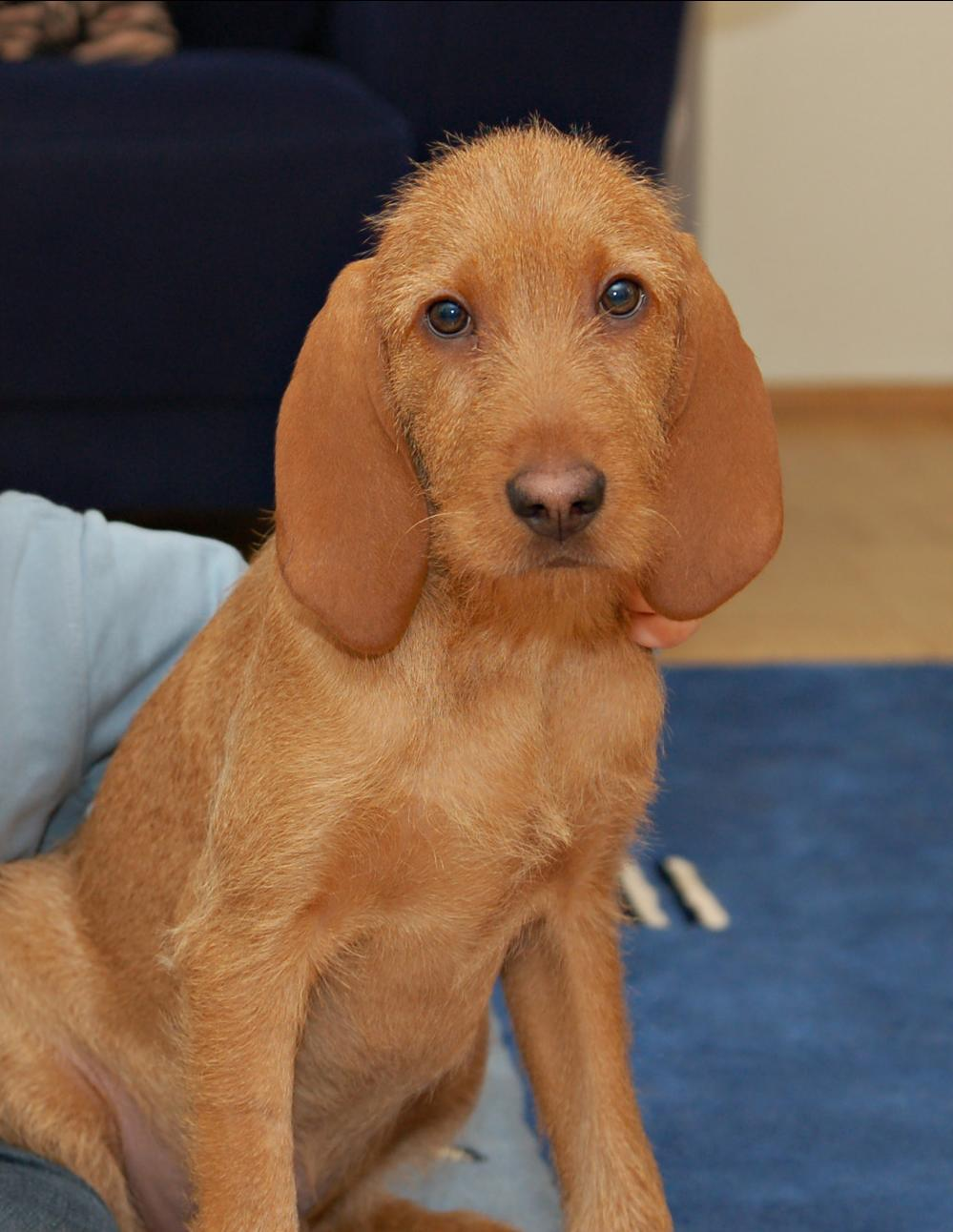
Grifón leonado de Bretaña

El Grifón leonado de Bretaña (FCI No.66), es una raza de perro de tipo sabueso originario de la Bretaña francesa

## Apariencia
Se trata de un perro de tamaño medio, entre 48 y 56 cm a la cruz tanto en machos como en hembras con un manto peludo, pálido y áspero, orejas largas caídas y una cola larga y curvada que siempre lleva hacia arriba. El cuerpo es corto y macizo, debiendo parecer musculoso y de hueso ancho. El color del manto puede tener cualquier matiz tonal entre oro y rojizo

## Historia
El "Griffon Fauve de Bretagne" se utilizaba en jaurías para la caza de lobos y jabalíes y Francisco I de Francia fue conocido por tener una de estas jaurías With the elimination of wolves in the nineteenth century, they nearly became extinct.
En 1949, Marcel Pambrun funda el Club de Fauve de Bretagne para salvar los pocos remanentes de la raza que unos granjeros y cazadores mantenían aún con vida.
Desde los años 1980, el Griffon Fauve de Bretagne y la raza que deriva de ella, el Basset leonado de Bretaña, han sido satisfactoriamente desarrollada en número y son hoy en día razas populares de perros de caza.
Es una raza de buenos perros de caza, aún utilizados hoy día en Francia tanto para la caza del jabalí, como de mascota familiar. Se han exportado también muchos ejemplares como raza poco común para aquellas personas que buscan una mascota única.

## Salud y temperamento
No son corrientes los problemas de salud. Su temperamento ideal se describe en el estándar de la raza como astuto y tenaz como cazador que es en todo tipo de terreno, pero a la vez sociable y cariñoso con las personas, pudiendo variar en individuos concretos.